# Qypevë
Qypevë / Čupevo (cyr. Цупево) – wieś w Kosowie, w regionie Prizren, w gminie Malishevë/Mališevo. W 2011 roku liczyła 525 mieszkańców. 